# باسكوال جوردان
باسكوال جوردان عالم فيزيائي ألماني (بالألمانية: Pascual Jordan)‏ ولد في 18 أكتوبر 1902 وتوفي في 31 يوليو 1980 قدم مساهمات كبيرة في ميكانيكا الكم ونظرية الكم القديمة وايضاً ساهم في علم المصفوفات ونظرية جوردان للجبر.

## حياته العائلية
كانت أسرته من النبلاء الإسبانيين وضباط الفرسان الذين خدموا مع البريطانيين خلال وبعد الحروب النابليونية وكان لقب عائلته جوردا.
استقرت عائلته في نهاية المطاف في هانوفر، تم تغيير اسم العائلة في نهاية المطاف إلى جوردان بعد نهاية حكم بيت هانوفر.

## حياته العلمية
التحق باسكوال جوردان بجامعة هانوفر التقنية في عام 1921 حيث درس الرياضيات والفيزياء. كان نموذجيا لطالب جامعي ألماني في ذلك الوقت، حول دراسته إلى جامعة أخرى قبل الحصول على الدرجة الجامعية إلى جامعة غوتينغن، درس تحت إشراف العالم الفيزيائي ماكس بورن أثناء دراسته للدكتوراه.

## حياته العملية
عمل في مجال ميكانيكا الكم بجانب العالم ماكس بورن بجامعة غوتينغن، قام بتاليف العديد من الأبحاث والكتب حول ميكانيكا الكم أصبح مشهوراً وفي وقت مبكر في مجال نظرية الكم والمصفوفات.
وضع نظرية في مجال الجبر تدعى الآن جوردان للجبر ولا تزال تستخدم في دراسة الأسس الرياضية ومفاهيم نظرية الكم.

## أنشطته السياسية
في عام 1933 انضم باسكوال جوردان إلى الحزب النازي مثل فيليب لينارد ويوهانس شتارك.
في عام 1939 عمل كمحلل للأحوال الجوية للصواريخ لفترة من الوقت. خلال الحرب العالمية الثانية قدم العديد من الخطط إلى الحزب النازي في مخططات مختلفة للأسلحة المتقدمة وتم تجاهل اقتراحاته لأنه اعتبر «غير موثوق به سياسيا» ربما بسبب ارتباطاته السابقة باليهود خصوصا العالم ماكس بورن. وبسبب انضمامه إلى الحزب النازي لم يحصل على جائزة نوبل في الفيزياء.
أعلن فولفغانغ باولي أن باسكوال جوردان «أعيد تأهيله» لحكومة ألمانيا الغربية بعد فترة من الحرب العالمية الثانية مما سمح له بالعمل الأكاديمي بعد عامين ثم استعاد وضعه الكامل كأستاذ مؤهل في عام 1953. كان باسكوال جوردان يتعارض مع نصائح فولفغانغ باولي وعاد إلى السياسة بعد فترة وإنضم إلى حزب الاتحاد الديمقراطي المسيحي.

## أبحاثه
- Born، M.؛ Jordan، P. (1925). "Zur Quantenmechanik". Zeitschrift für Physik. ج. 34 ع. 1: 858. Bibcode:1925ZPhy...34..858B. DOI:10.1007/BF01328531.
- Born، M.؛ Heisenberg، W.؛ Jordan، P. (1926). "Zur Quantenmechanik. II". Zeitschrift für Physik. ج. 35 ع. 8–9: 557. Bibcode:1926ZPhy...35..557B. DOI:10.1007/BF01379806.
- Jordan، P. (1927). "Über quantenmechanische Darstellung von Quantensprüngen". Zeitschrift für Physik. ج. 40 ع. 9: 661–666. Bibcode:1927ZPhy...40..661J. DOI:10.1007/BF01451860.
- Jordan، P. (1927). "Über eine neue Begründung der Quantenmechanik". Zeitschrift für Physik. ج. 40 ع. 11–12: 809–838. Bibcode:1927ZPhy...40..809J. DOI:10.1007/BF01390903.
- Jordan، P. (1927). "Kausalität und Statistik in der modernen Physik". علوم الطبيعة. ج. 15 ع. 5: 105–110. Bibcode:1927NW.....15..105J. DOI:10.1007/BF01504228.
- Jordan، P. (1927). "Anmerkung zur statistischen Deutung der Quantenmechanik". Zeitschrift für Physik. ج. 41 ع. 4–5: 797–800. Bibcode:1927ZPhy...41..797J. DOI:10.1007/BF01395485.
- Jordan، P. (1927). "Über eine neue Begründung der Quantenmechanik II". Zeitschrift für Physik. ج. 44: 1–25. Bibcode:1927ZPhy...44....1J. DOI:10.1007/BF01391714.
- Jordan، P.؛ von Neumann، J.؛ Wigner، E. (1934). "On an Algebraic Generalization of the Quantum Mechanical Formalism". حوليات الرياضيات. ج. 35 ع. 1: 29–64. DOI:10.2307/1968117. JSTOR:1968117.

## وصلات خارجية
- باسكوال جوردان على موقع الموسوعة البريطانية (الإنجليزية)
- باسكوال جوردان على موقع مونزينجر (الألمانية)
- باسكوال جوردان على موقع إن إن دي بي (الإنجليزية)